# 余榮嬪
余榮嬪（?—?），名失考。錦衣衛帶俸正千戶余洪之親屬，明朝明世宗朱厚熜之嬪。

## 生平
余氏的出生、入宮及去世時間均無考。嘉靖十九年（1540年）正月初十日，進封貴妃王氏、貴妃沈氏為皇貴妃，榮嬪趙氏為懿妃，恭嬪江氏為肅妃，雍嬪陳氏為雍妃，徽嬪王氏為徽妃，並冊封王氏為宸妃、余氏為榮嬪、徐氏為昭嬪、王氏為寧嬪，派遣翊國公郭勛為正使持節，成國公朱希忠、京山侯崔元、駙馬謝詔、左都督方銳、大學士夏言、顧鼎臣、尚書許讚、嚴嵩、張瓚、霍韜、溫仁和、王廷相充副使捧冊寶。同日，加恩授余榮嬪之親屬余洪為錦衣衛帶俸正千戶。

## 冊文
《夏桂洲先生文集》所收錄的《進封榮嬪余氏昭嬪徐氏寧嬪王氏冊文》節錄如下：
```
制曰：「朕惟崇建婦官，所以恊宣隂教；釐選女士，所以廣衍嗣祥。化始宮廷，祚隆廟社。茲延登於邦媛，庸敷告於路朝。咨爾余、徐、王氏，柔靜有常，恭温成性，經歷年所，供奉勤勞。是宜進叅九御之聮，顯示六宮之寵。茲特遣使持節，封爾爲榮、昭、寧嬪，錫之册命。於戲！褕衣列事，上以贊於后勤，彤史流徽，下以儀於內則。徃服嘉命，永綏多福。敬之哉！」
```

由此可知，余氏性情溫柔嫻靜，恭敬溫順，在宮中侍奉多年，勤勉辛勞，因此被冊封為榮嬪。